# Râul Gropița, Zeicu
Râul Gropița este un curs de apă, afluent al Râului Zeicu. 

## Hărți
- Harta județului Hunedoara
- Harta Munților Retezat  Arhivat în 10 iulie 2012, la Wayback Machine.
- Harta Munților Godeanu  Arhivat în 11 octombrie 2008, la Wayback Machine.